# Copa América 2019
Copa América 2019 a fost ediția a 46-a a Copa América, turneul internațional de fotbal pentru echipele naționale din America de Sud, care a avut loc în Brazilia, între 14 iunie și 7 iulie 2019. Competiția este organizată de CONMEBOL, corpul de guvernare al fotbalului sud-american.
Brazilia a câștigat cel de-al nouălea titlu învingând Peru 3–1 în finală. Argentina a ocupat locul trei învingând Chile 2–1 în meciul de locul trei.

## Stadioane
Lista oficială a stadioanelor a fost confirmată de Conmebol și Comitetul de Organizare al Copa América pe 17 septembrie 2018. Stadionul Morumbi va găzdui jocul inaugural și Stadionul Maracana, marea finală.
| Estádio do Maracanã | Estádio do Morumbi | Arena Corinthians         |
| Capacitate: 74,738  | Capacitate: 67,428 | Capacitate: 49,205        |
|                     |                    |                           |
| Belo Horizonte      | Porto Alegre       | Salvador                  |
| Estádio Mineirão    | Arena do Grêmio    | Itaipava Arena Fonte Nova |
| Capacitate: 58,170  | Capacitate: 55,662 | Capacitate: 51,900        |
|                     |                    |                           |

## Echipe
- Argentina
- Bolivia
- Brazilia (gazdă)
- Chile (deținătoarea titlului)
- Columbia
- Ecuador
- Japonia (invitată)
- Paraguay
- Peru
- Qatar (invitată)
- Uruguay
- Venezuela

## Tragerea la sorți
Tragerea la sorți a grupurilor s-a desfășurat în complexul cultural Ciudad de las Artes din Rio de Janeiro la 20:30 (UTC-2) pe 24 ianuarie 2019.
| Urna 1                                              | Urna 2                                 | Urna 3                                        | Urna 4                                   |
| --------------------------------------------------- | -------------------------------------- | --------------------------------------------- | ---------------------------------------- |
| Brazilia (3) (gazdă) · Uruguay (7) · Argentina (11) | Columbia (12) · Chile (13) · Peru (20) | Venezuela (31) · Paraguay (32) · Japonia (50) | Ecuador (57) · Bolivia (59) · Qatar (93) |

## Faza grupelor
| Legendă                                                                            |
| ---------------------------------------------------------------------------------- |
| Se califică direct în faza eliminatorie.                                           |
| Cele mai bine clasate două echipe de pe locul trei avansează în faza eliminatorie. |
| Echipă eliminată din competiție.                                                   |

### Grupa A
| Loc | Echipa       | MJ | V | E | Î | GM | GP | DG | Pct | Calificare                     |
| --- | ------------ | -- | - | - | - | -- | -- | -- | --- | ------------------------------ |
| 1   | Brazilia (H) | 3  | 2 | 1 | 0 | 8  | 0  | +8 | 7   | Avansează în faza eliminatorie |
| 2   | Venezuela    | 3  | 1 | 2 | 0 | 3  | 1  | +2 | 5   | Avansează în faza eliminatorie |
| 3   | Peru         | 3  | 1 | 1 | 1 | 3  | 6  | −3 | 4   | Avansează în faza eliminatorie |
| 4   | Bolivia      | 3  | 0 | 0 | 3 | 2  | 9  | −7 | 0   |                                |

| Brazilia                                 | 3–0    | Bolivia |
| ---------------------------------------- | ------ | ------- |
| - Coutinho 50' (pen.), 53' - Everton 85' | Raport |         |

| Venezuela | 0–0    | Peru |
| --------- | ------ | ---- |
|           | Raport |      |

| Bolivia              | 1–3    | Peru                                       |
| -------------------- | ------ | ------------------------------------------ |
| - Martins 28' (pen.) | Raport | - Guerrero 45' - Farfán 55' - Flores 90+6' |

| Brazilia | 0–0    | Venezuela |
| -------- | ------ | --------- |
|          | Raport |           |

| Peru | 0–5    | Brazilia                                                                  |
| ---- | ------ | ------------------------------------------------------------------------- |
|      | Raport | - Casemiro 12' - Firmino 19' - Everton 32' - Dani Alves 53' - Willian 90' |

| Bolivia          | 1–3    | Venezuela                       |
| ---------------- | ------ | ------------------------------- |
| - Justiniano 82' | Raport | - Machís 2', 55' - Martínez 86' |

### Grupa B
| Loc | Echipa    | MJ | V | E | Î | GM | GP | DG | Pct | Calificare                     |
| --- | --------- | -- | - | - | - | -- | -- | -- | --- | ------------------------------ |
| 1   | Columbia  | 3  | 3 | 0 | 0 | 4  | 0  | +4 | 9   | Avansează în faza eliminatorie |
| 2   | Argentina | 3  | 1 | 1 | 1 | 3  | 3  | 0  | 4   | Avansează în faza eliminatorie |
| 3   | Paraguay  | 3  | 0 | 2 | 1 | 3  | 4  | −1 | 2   | Avansează în faza eliminatorie |
| 4   | Qatar     | 3  | 0 | 1 | 2 | 2  | 5  | −3 | 1   |                                |

| Argentina | 0–2    | Columbia                       |
| --------- | ------ | ------------------------------ |
|           | Raport | - Martínez 71' - D. Zapata 86' |

| Paraguay                           | 2–2    | Qatar                           |
| ---------------------------------- | ------ | ------------------------------- |
| - Cardozo 4' (pen.) - González 56' | Raport | - Ali 68' - R. Rojas 77' (o.g.) |

| Columbia        | 1–0    | Qatar |
| --------------- | ------ | ----- |
| - D. Zapata 86' | Raport |       |

| Argentina          | 1–1    | Paraguay      |
| ------------------ | ------ | ------------- |
| - Messi 57' (pen.) | Raport | - Sánchez 37' |

| Qatar | 0–2    | Argentina                  |
| ----- | ------ | -------------------------- |
|       | Raport | - Martínez 4' - Agüero 82' |

| Columbia      | 1–0    | Paraguay |
| ------------- | ------ | -------- |
| - Cuéllar 31' | Raport |          |

### Grupa C
| Loc | Echipa  | MJ | V | E | Î | GM | GP | DG | Pct | Calificare                     |
| --- | ------- | -- | - | - | - | -- | -- | -- | --- | ------------------------------ |
| 1   | Uruguay | 3  | 2 | 1 | 0 | 7  | 2  | +5 | 7   | Avansează în faza eliminatorie |
| 2   | Chile   | 3  | 2 | 0 | 1 | 6  | 2  | +4 | 6   | Avansează în faza eliminatorie |
| 3   | Japonia | 3  | 0 | 2 | 1 | 3  | 7  | −4 | 2   |                                |
| 4   | Ecuador | 3  | 0 | 1 | 2 | 2  | 7  | −5 | 1   |                                |

| Uruguay                                                  | 4–0    | Ecuador |
| -------------------------------------------------------- | ------ | ------- |
| - Lodeiro 6' - Cavani 33' - Suárez 44' - Mina 78' (o.g.) | Raport |         |

| Japonia | 0–4    | Chile                                        |
| ------- | ------ | -------------------------------------------- |
|         | Raport | - Pulgar 41' - Vargas 54', 83' - Sánchez 82' |

| Uruguay                           | 2–2    | Japonia            |
| --------------------------------- | ------ | ------------------ |
| - Suárez 32' (pen.) - Giménez 66' | Raport | - Miyoshi 25', 59' |

| Ecuador                  | 1–2    | Chile                         |
| ------------------------ | ------ | ----------------------------- |
| - E. Valencia 26' (pen.) | Raport | - Fuenzalida 8' - Sánchez 51' |

| Chile | 0–1    | Uruguay      |
| ----- | ------ | ------------ |
|       | Raport | - Cavani 82' |

| Ecuador    | 1–1    | Japonia        |
| ---------- | ------ | -------------- |
| - Mena 35' | Raport | - Nakajima 15' |

## Faza eliminatorie
|  | Sferturi de finală                 | Sferturi de finală     |                                   |       | Semifinale  | Semifinale  |  |  | Finala | Finala |
|  |                                    |                        |                                   |       |             |             |  |  |        |        |
|  | 27 iunie – Porto Alegre            |                        |                                   |       |             |             |  |  |        |        |
|  |                                    |                        |                                   |       |             |             |  |  |        |        |
|  | Brazilia d.l.d.                    | 0 (4)                  |                                   |       |             |             |  |  |        |        |
|  | Brazilia d.l.d.                    | 0 (4)                  | 2 iulie – Belo Horizonte          |       |             |             |  |  |        |        |
|  | Paraguay                           | 0 (3)                  |                                   |       |             |             |  |  |        |        |
|  | Paraguay                           | 0 (3)                  | Brazilia                          | 2     |             |             |  |  |        |        |
|  | 28 iunie – Rio de Janeiro          |                        | Brazilia                          | 2     |             |             |  |  |        |        |
|  |                                    | Argentina              | 0                                 |       |             |             |  |  |        |        |
|  | Venezuela                          | Argentina              | 0                                 | 0     |             |             |  |  |        |        |
|  | Venezuela                          |                        | 7 iulie – Rio de Janeiro          | 0     |             |             |  |  |        |        |
|  | Argentina                          | 2                      |                                   |       |             |             |  |  |        |        |
|  | Argentina                          | 2                      | Brazilia                          | 3     |             |             |  |  |        |        |
|  | 28 iunie – São Paulo (Corinthians) |                        | Brazilia                          | 3     |             |             |  |  |        |        |
|  |                                    | Peru                   | 1                                 |       |             |             |  |  |        |        |
|  | Columbia                           | Peru                   | 1                                 | 0 (4) |             |             |  |  |        |        |
|  | Columbia                           | 3 iulie – Porto Alegre |                                   | 0 (4) |             |             |  |  |        |        |
|  | Chile d.l.d.                       | 0 (5)                  |                                   |       |             |             |  |  |        |        |
|  | Chile d.l.d.                       | 0 (5)                  | Chile                             | 0     |             |             |  |  |        |        |
|  | 29 iunie – Salvador                |                        | Chile                             | 0     |             |             |  |  |        |        |
|  |                                    | Peru                   | 3                                 |       | Finala mică | Finala mică |  |  |        |        |
|  | Uruguay                            | Peru                   | 3                                 | 0 (4) | Finala mică | Finala mică |  |  |        |        |
|  | Uruguay                            |                        | 6 iulie – São Paulo (Corinthians) | 0 (4) |             |             |  |  |        |        |
|  | Peru d.l.d.                        | 0 (5)                  |                                   |       |             |             |  |  |        |        |
|  | Peru d.l.d.                        | 0 (5)                  | Argentina                         | 2     |             |             |  |  |        |        |
|  |                                    |                        |                                   |       |             |             |  |  |        |        |
|  | Chile                              | 1                      |                                   |       |             |             |  |  |        |        |
|  | Chile                              | 1                      |                                   |       |             |             |  |  |        |        |

### Sferturi
| Brazilia                                            | 0–0 (d.p.) | Paraguay                                         |
| --------------------------------------------------- | ---------- | ------------------------------------------------ |
|                                                     | Raport     |                                                  |
| - Willian - Marquinhos - Coutinho - Firmino - Jesus | 4–3        | - Gómez - Almirón - Valdez - R. Rojas - González |

| Venezuela | 0–2    | Argentina                     |
| --------- | ------ | ----------------------------- |
|           | Raport | - Martínez 10' - Lo Celso 74' |

| Columbia                                          | 0–0 (d.p.) | Chile                                          |
| ------------------------------------------------- | ---------- | ---------------------------------------------- |
|                                                   | Raport     |                                                |
| - Rodríguez - Cardona - Cuadrado - Mina - Tesillo | 4–5        | - Vidal - Vargas - Pulgar - Aránguiz - Sánchez |

| Uruguay                                           | 0–0 (d.p.) | Peru                                              |
| ------------------------------------------------- | ---------- | ------------------------------------------------- |
|                                                   | Raport     |                                                   |
| - Suárez - Cavani - Stuani - Bentancur - Torreira | 4–5        | - Guerrero - Ruidíaz - Yotún - Advíncula - Flores |

### Semifinale
| Brazilia                          | 2–0    | Argentina |
| --------------------------------- | ------ | --------- |
| - Gabriel Jesus 19' - Firmino 71' | Raport |           |

| Chile | 0–3    | Peru                                      |
| ----- | ------ | ----------------------------------------- |
|       | Raport | - Flores 21' - Yotún 38' - Guerrero 90+1' |

### Finala mică
| Argentina                 | 2–1    | Chile              |
| ------------------------- | ------ | ------------------ |
| - Agüero 12' - Dybala 22' | Raport | - Vidal 59' (pen.) |

### Finala
| Brazilia                                                     | 3–1    | Peru                  |
| ------------------------------------------------------------ | ------ | --------------------- |
| - Everton 15' - Gabriel Jesus 45+3' - Richarlison 90' (pen.) | Raport | - Guerrero 44' (pen.) |

## Statistici

### Golgheteri
3 goluri
- Everton
- Paolo Guerrero

2 goluri
- Sergio Agüero
- Lautaro Martínez
- Gabriel Jesus
- Philippe Coutinho
- Roberto Firmino
- Alexis Sánchez
- Eduardo Vargas
- Duván Zapata
- Koji Miyoshi
- Edison Flores
- Edinson Cavani
- Luis Suárez
- Darwin Machís

1 gol
- Paulo Dybala
- Giovani Lo Celso
- Lionel Messi
- Leonel Justiniano
- Marcelo Martins
- Casemiro
- Dani Alves
- Richarlison
- Willian
- José Pedro Fuenzalida
- Erick Pulgar
- Arturo Vidal
- Gustavo Cuéllar
- Roger Martínez
- Ángel Mena
- Enner Valencia
- Shoya Nakajima
- Óscar Cardozo
- Derlis González
- Richard Sánchez
- Jefferson Farfán
- Yoshimar Yotún
- Almoez Ali
- José Giménez
- Nicolás Lodeiro
- Josef Martínez

Auto-goluri
- Arturo Mina (împotriva lui Uruguay)
- Rodrigo Rojas (împotriva lui Qatar)

### Premii
Următoarele premii au fost acordate la finalul turneului.
- Cel mai bun jucător (MVP):  Dani Alves
- Golgheter:  Everton (3 goluri)[note 2]
- Cel mai bun jucător tânăr: Nu s-a acordat
- Cel mai bun portar:  Alisson
- Trofeul fair-play:  Brazilia

### Echipa turneului
| Portar  | Fundași                                            | Mijlocași                           | Atacanți                               |
| ------- | -------------------------------------------------- | ----------------------------------- | -------------------------------------- |
| Alisson | Dani Alves José Giménez Thiago Silva Miguel Trauco | Arthur Leandro Paredes Arturo Vidal | James Rodríguez Paolo Guerrero Everton |

## Marketing

### Mascota

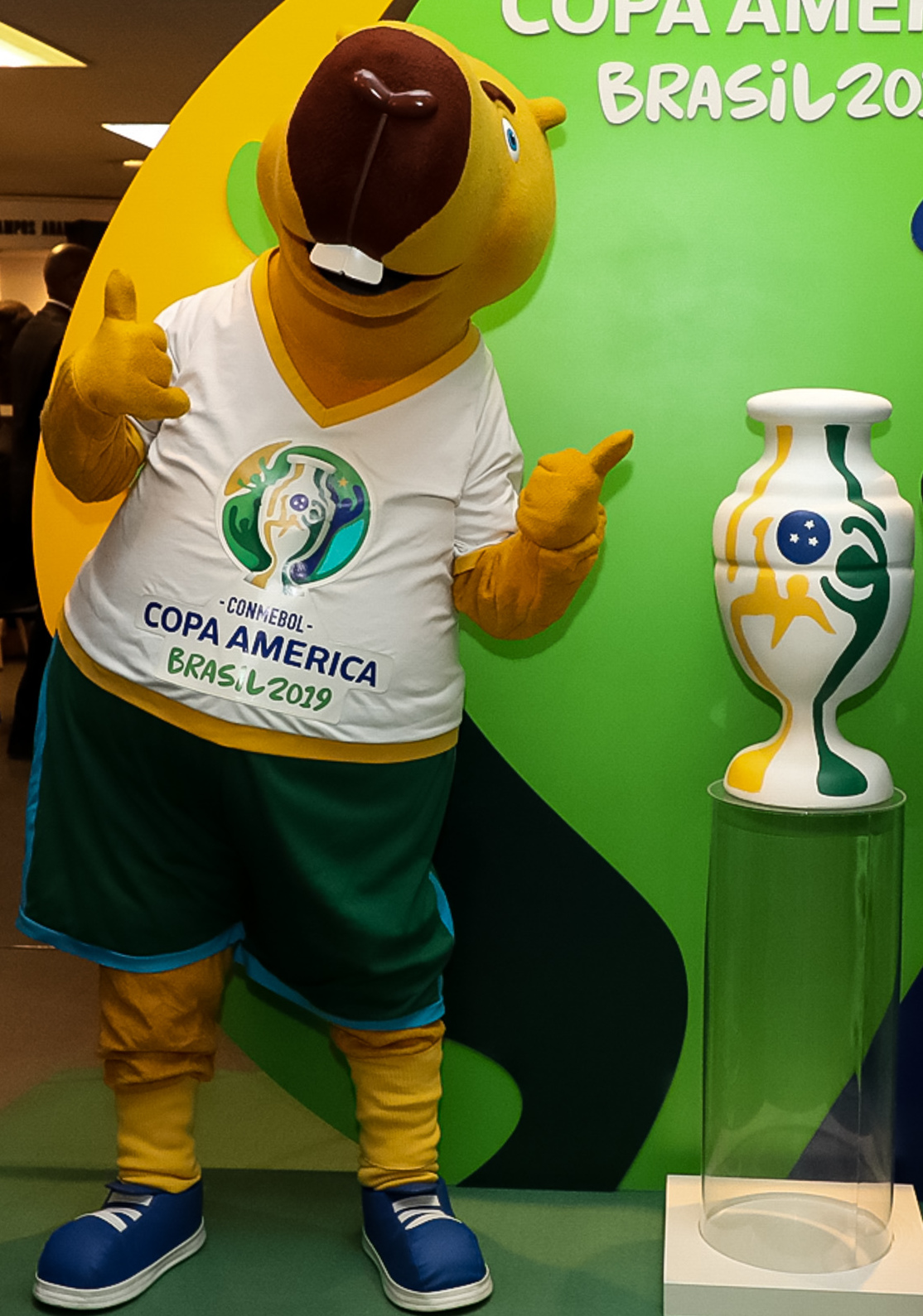
Zizito, mascota de la Copa América 2019.

Mascota turneului este Zizito, o capibara a cărei nume aduce un omagiu lui Zizinho, un fotbalist brazilian care împărtășește recordul pentru cel mai mare golgheter istoric din Copa América (17 goluri cu argentinianul Norberto Méndez).

### Melodia oficială
Piesa oficială a turneului a fost „Vibra Continente”, interpretată de Leo Santana și Karol G.

## Legături externe
- copaamerica.com Format:Es-icon pt
- Copa América Brasil 2019, CONMEBOL.com

1. ↑  Match started 20 minutes late because the Chile team bus got stuck in traffic.[23]
2. ↑  Paolo Guerrero also scored three goals throughout the tournament, but played more minutes than Everton.